# Artur Ostrowski (lekkoatleta)
Artur Ostrowski (ur. 10 lipca 1988) – polski lekkoatleta, średniodystansowiec. 

## Kariera
Na mistrzostwach Europy juniorów w 2007 był ósmy na 800 metrów, a dwa lata później podczas mistrzostw Europy młodzieżowców zajął piątą lokatę. Medalista mistrzostw Polski seniorów ma w indywidualnym dorobku dwa srebrne medale. W halowych mistrzostwach kraju zdobył dwa złota (2012 i 2016) oraz dwa srebra (2011 i 2017) i brąz (2018). 8 marca 2015 roku podczas halowych mistrzostw Europy w Pradze zajął 9. miejsce w biegu na 1500 metrów. 
Jest synem Ryszarda.

## Osiągnięcia
| Rok  | Impreza                        | Miejsce  | Konkurencja    | Lokata     | Wynik   |
| ---- | ------------------------------ | -------- | -------------- | ---------- | ------- |
| 2007 | Mistrzostwa Europy juniorów    | Hengelo  | bieg na 800 m  | 8. miejsce | 1:50,26 |
| 2009 | Młodzieżowe mistrzostwa Europy | Kowno    | bieg na 800 m  | 5. miejsce | 1:48,17 |
| 2011 | Uniwersjada                    | Shenzhen | bieg na 1500 m | 5. miejsce | 3:48,81 |
| 2015 | Halowe mistrzostwa Europy      | Praga    | bieg na 1500 m | 9. miejsce | 3:44,98 |

## Rekordy życiowe
- Bieg na 800 metrów – 1:44,82 s. (9 września 2011, Königs Wusterhausen) – 7. wynik w historii polskiej lekkoatletyki[5]
- Bieg na 1000 metrów – 2:19,48 s. (1 września 2011, Warszawa)[6]
- Bieg na 1500 metrów – 3:34,45 s. (13 września 2011, Zagrzeb) do 21 lipca 2017 roku rekord Polski[7], 3. wynik w historii polskiej lekkoatletyki[5]